# Nancy Kopell
Pour les articles homonymes, voir Koppel.
Nancy Jane Kopell, née le 8 novembre 1942 à New York, est une mathématicienne américaine spécialiste des équations différentielles et de leurs applications à la biologie.

## Biographie
Kopell a passé son B.A. en 1963 à l'université Cornell et son Ph.D. en 1967 à Berkeley, sous la direction de Stephen Smale. Elle a été ensuite Moore Instructor au MIT puis a enseigné à partir de 1969 à l'université du Nord-Est, où elle est devenue professeur titulaire en 1978. Depuis 1986, elle est professeur à l'université de Boston. Elle a été chercheuse invitée au CNRS en 1970, au MIT de 1975 à 1977 et au Caltech en 1976. À l'université de Boston, elle est codirectrice du Center for Biodynamics.
Elle a remporté une Bourse Sloan de la Alfred P. Sloan Foundation (1975-77) et une bourse Guggenheim (1984). Elle a été oratrice invitée au Congrès international des mathématiciens à Varsovie en 1983 et à celui de 2002 à Pékin. En 1990, elle a reçu un prix MacArthur. En 1992, elle a été Kac Lecturer et conférencière Noether et en 2007, conférencière von Neumann. En 1996, elle a été élue membre de la NAS. Elle a reçu le prix Weldon en 2006. En 2015, elle est lauréate du Prix de neuroscience mathématique et en 2016 du Prix Swartz.
Nancy Kopell a étudié l'apparition de motifs dans les réactions chimiques oscillantes et la formation de rythmes biodynamiques, dans les réseaux neuronaux et dans la coordination des mouvements des êtres vivants. Elle a utilisé pour cela des méthodes de la théorie des systèmes dynamiques, comme les théories des moyennes, des perturbations singulières et des variétés invariantes. Elle collabore étroitement avec des biologistes.

## Sélection de publications
- (en) « We got rhythm: Dynamical Systems of the Nervous System », Notices Amer. Math. Soc., vol. 47,‎ janvier 2000, p. 6-16 (lire en ligne)
- (en) (avec Tengis Gloveli, Tamar Dugladze, Horacio G. Rotstein, Roger D. Traub, Hannah Monyer (en), Uwe Heinemann et Miles A. Whittington), « Orthogonal arrangement of rhythm generating microcircuits in the hippocampus », PNAS, vol. 102, no 37,‎ 2005, p. 13295-13300 (lire en ligne)
- (en) (avec Steve Kunec et Michael E. Hasselmo (en)), « Encoding and Retrieval in the CA3 Region of the Hippocampus: A Model of Theta-Phase Separation », J. Neurophysiol., vol. 94,‎ 2005, p. 70-82 (lire en ligne)
- (en) (avec Horacio G. Rotstein, Dmitri D. Pervouchine, Corey D. Acker, Martin J. Gillies, John A. White, Eberhardt H. Buhl et Miles A. Whittington), « Slow and Fast Inhibition and an H-Current Interact to Create a Theta Rhythm in a Model of CA1 Interneuron Network », J. Neurophysiol., vol. 94,‎ 2005, p. 1509-1518 (lire en ligne)
- (en) (avec Christoph Börgers et Steven Epstein), « Background gamma rhythmicity and attention in cortical local circuits: A computational study », PNAS, vol. 102, no 19,‎ 2005, p. 7002-7007 (lire en ligne)
- (en) (avec Mette S. Olufsen, Miles A. Whittington et Marcelo Camperi), « New Roles for the Gamma Rhythm: Population Tuning and Preprocessing », J. Comput. Neurosci, vol. 14,‎ 2003, p. 35-54 (DOI 10.1023/A:1021124317706)
- (en) (avec G. B. Ermentrout), « Mechanisms of phase-locking and frequency control in pairs of coupled neural oscillators », dans B. Fiedler, Handbook on Dynamical Systems, vol. 2 : Toward applications, Elsevier, 2002 (lire en ligne), p. 3-54